# Tatiana Fuchs
Pour les articles homonymes, voir Fouks.
Tatiana Sergeïevna Fuchs (en russe : Татьяна Сергеевна Фукс) (née Sinitsina le 13 août 1979 à Temirtaw) est une ancienne joueuse de volley-ball russe. Elle mesure 1,83 m et jouait au poste de libero. 

## Clubs
| Club                  | De        | À         |
| --------------------- | --------- | --------- |
| Magia Lipetsk         | 1995-1996 | 1998-1999 |
| TTU Saint-Pétersbourg | 1999-2000 | 1999-2000 |
| Emek Hayarden         | 2000-2001 | 2002-2003 |
| Toulitsa Toula        | 2003-2004 | 2004-2005 |
| Kazanotchka           | 2005-2006 | 2007-2008 |
| Dinamo Kazan          | 2008-2009 | 2010-2011 |

## Palmarès
- Coupe de Russie
  - Vainqueur : 2010.
- Championnat de Russie
  - Vainqueur : 2011.